# Marisela Berti
 Marisela Maritza Berti Díaz (Maracaibo, 9 de septiembre de 1950-Ciudad de México, 30 de octubre de 2024) más conocida como Marisela Berti, fue una modelo y actriz de televisión venezolana.

## Biografía
Zuliana de nacimiento y caraqueña de crianza.

## Vida personal
Radico en Puerto Rico por varios años luego de contraer matrimonio con el cantante puertorriqueño Chucho Avellanet con quien tuvo un hijo. Marisela contrajo  matrimonio con el reconocido cineasta Mauricio Wallerstein.

## Carrera
En 1970 concursó en el Miss Venezuela representando al estado Nueva Esparta y quedando como cuarta finalista. Comenzó en el género de las telenovelas en la exitosa telenovela de RCTV Sacrificio de mujer, que le abrió camino para participar en numerosos dramáticos venezolanos. Actualmente lleva más de 20 años retirada de la televisión y entre sus últimos trabajo destacó su participación en la telenovela de RCTV Dulce ilusión, donde interpretó a la malvada Zarina. Debutó en las lides de la actuación en el programa Él y ella y posteriormente en dramáticos y unitarios, convirtiéndose en una figura clave de producciones como: La indomable, Valentina, La italianita, Doña Bárbara, Resurrección, Canaima, La señora de Cárdenas, Mi amada Beatriz, Señora, Por estas calles, Carmen querida y Dulce ilusión entre otras. En cine también dictó cátedra en películas como Cuchillos de fuego. La carrera de esta extraordinaria actriz aún es recordada pese a su retiro voluntario del medio artístico, Marisela Berti es sin duda referencia obligada de nuestra TV y una de las actrices que mejor maneja la villanía, pese a que también se destacó en papeles característicos.

## Televisión
| Año       | Título                 | Personaje                               | Canal     | País           |
| --------- | ---------------------- | --------------------------------------- | --------- | -------------- |
| 1971-1972 | La Usurpadora          | Marisela                                | RCTV      | Venezuela      |
| 1972      | Sacrificio de mujer    | Maula                                   | RCTV      | Venezuela      |
| 1972-1973 | La indomable           | Lucy                                    | RCTV      | Venezuela      |
| 1973-1975 | La italianita          | Zarina                                  | RCTV      | Venezuela      |
| 1974-1975 | Doña Bárbara           | Marisela                                | RCTV      | Venezuela      |
| 1975-1976 | Valentina              | Amparo Belmonte del Moral               | RCTV      | Venezuela      |
| 1976-1977 | Sabrina                |                                         | RCTV      | Venezuela      |
| 1977      | La señora de Cárdenas  | Fanny Muñoz                             | RCTV      | Venezuela      |
| 1987-1988 | Mi amada Beatriz       | Maruja Castañeda                        | RCTV      | Venezuela      |
| 1988-1989 | Señora                 | Candela Benítez                         | RCTV      | Venezuela      |
| 1990      | Carmen querida         | Carmen Luisa Mariani                    | RCTV      | Venezuela      |
| 1993-1994 | Dulce ilusión          | Zarina Escalante Burgos Vda. de Arreaza | RCTV      | Venezuela      |
| 2018-2020 | El señor de los cielos | Edith Guzmán                            | Telemundo | Estados Unidos |

## Cine
| Año  | Película           | Personaje | Dirección      |
| ---- | ------------------ | --------- | -------------- |
| 1990 | Cuchillos de fuego |           | Román Chalbaud |